# Street of Chance
Street of Chance è un film statunitense del 1942, diretto da Jack Hively, con Burgess Meredith. 

## Trama
Frank Thompson è vittima di un incidente, a seguito del quale riacquista la memoria, dopo una precedente amnesia verificatasi circa un anno prima. Il problema è che ora Frank non ricorda cosa gli sia avvenuto dal momento dell’amnesia a quello dell’incidente.
Egli cerca quindi di ricostruire gli avvenimenti dell’ultimo anno: scopre di essere stato ricercato per omicidio, e di avere stretto, da uomo sposato, una relazione amorosa con tale Ruth Dillon, che lo ama sinceramente. L’omicida, per quanto probabilmente inintenzionale, è proprio Ruth. Quando quest’ultima è colpita a morte, Frank non se la sente di rivelarle la propria precedente relazione matrimoniale.